# 島田末信
島田 末信（しまだ すえのぶ、1903年〈明治36年〉4月1日 - 1958年〈昭和33年〉4月28日）は、日本の政治家。衆議院議員（1期）。

## 経歴
香川県出身。1926年法政大学専門部商科卒。讃岐公論社主筆、阿讃中央自動車、金剛産業(株)各代表取締役、坂出製氷、四国連鎖百貨各(株)取締役社長となる。香川県議会議員、香川県地方労働委員会委員を歴任する。1947年の第23回衆議院議員総選挙において香川2区から日本民主党公認で立候補して落選。1949年の第24回衆議院議員総選挙で当選した。国会では衆議院労働委員長を務めた。1952年の第25回衆議院議員総選挙では自由党から立候補したが落選した。1958年死去。